# Sourou
O Sourou é uma província de Burkina Faso localizada na região Boucle du Mouhoun. Sua capital é a cidade de Tougan.

## Departamentos

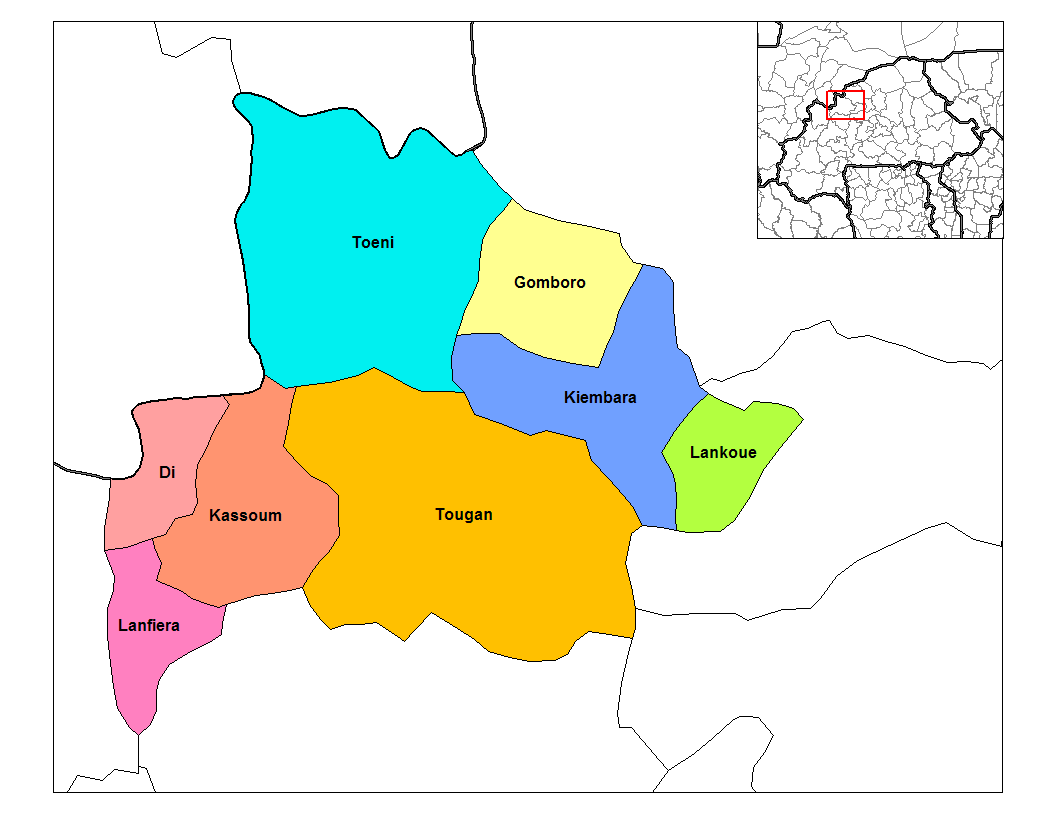
Localização dos diversos departamentos da província do Sourou, Burkina Faso

A província do Sourou está dividida em oito departamentos:
- Di
- Gomboro
- Kassoum
- Kiembara
- Lanfièra
- Lankoué
- Toéni
- Tougan